# Lúčky (Ružomberok)
Lúčky (ungarisch Lucski) ist eine Gemeinde im Okres Ružomberok in der Slowakei. Der Kurort liegt im Gebirge Chočské vrchy nordöstlich von Ružomberok.

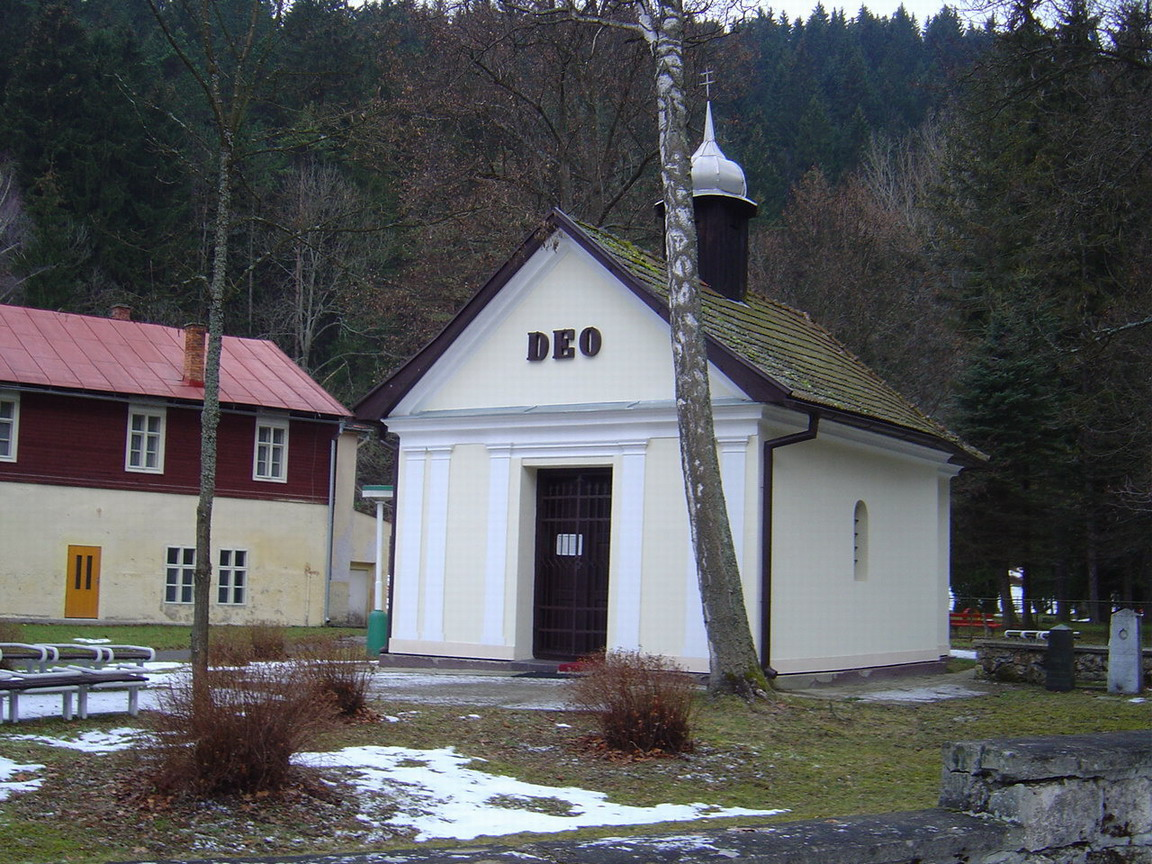
Kapelle im Ort

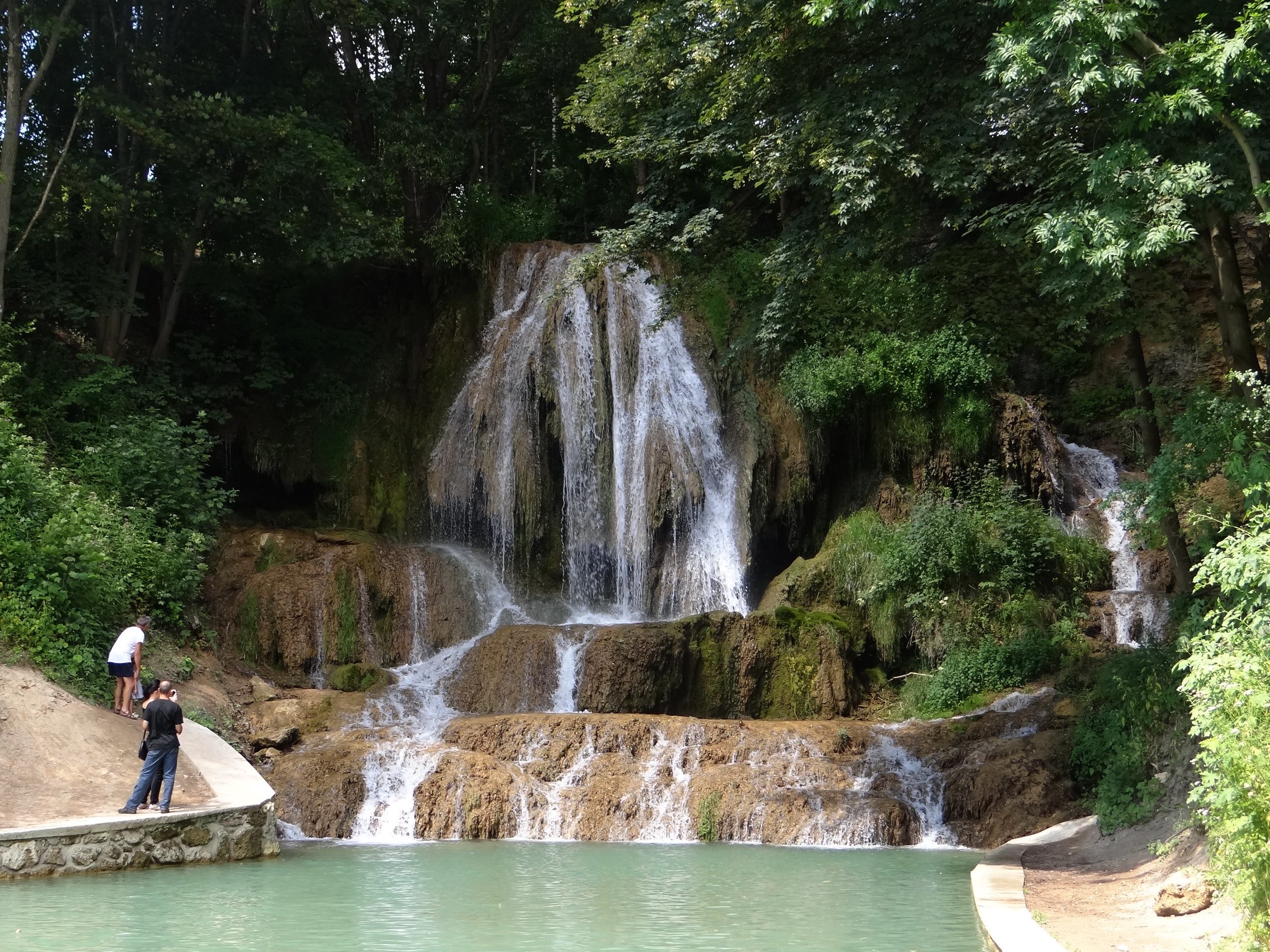
Lúčky Wasserfall

## Geographie
Die Ortschaft liegt in einem engen Tal, das nur nach Süden – zum Liptauer Becken – offen ist. Der Hausberg von Lúčky ist der Veľký Choč (1611 m. ü. M.). Seitlich ist das Tal von den Bergen Plieška (977 m. ü. M., Nordnordosten) und Smrekov (1024 m. ü. M., westlich) begrenzt.
Die Ortschaft ist historisch und durch die Ortslage in zwei Teile getrennt, das untere eigentliche Dorf und den oberhalb liegenden Kurort (Lúčky-kúpele). Die natürliche Grenze zwischen den zwei Teilen bilden ein Wasserfall und eine Travertinablagerung.

## Sehenswürdigkeiten
Ein Wasserfall befindet sich mitten in der Ortschaft. Er ist 12 m hoch und bildet unten mehrere kleine Becken und höhlenartige Ausschmückungen. Diese werden durch die Mineralien gebildet, die in den Bach durch Beiläufe von den heißen Quellen einfließen. Der Lúčanský Travertin ist eine Gesteinsbildung, die sich in prähistorischer Zeit durch die kalk- und säurehaltigen Quellen gebildet hat. Beide Objekte wurden zum Naturdenkmal ernannt und sind geschützt.
Außerdem befinden sich mehrere natürliche und künstliche Höhlen in der Umgebung. Eine 105 m lange unzugängliche Höhle – wahrscheinlich natürlichen Ursprungs, aber durch Menschen erweitert – befindet sich in den Felsvorsprüngen des Berges Plieska. Laut örtlichen Legenden sollte sie als Fluchttunnel zum Kastell Madočany dienen.
Der Name des Plieška (Glatte) geht darauf zurück, dass er im 20. Jahrhundert durch massive Aufforstung bewaldet wurde. Durch die komplett monotypische Baumkultur von Fichten ist eine starke Gefährdung durch Brände und Schädlinge entstanden.

## Bevölkerung
| Jahr                | 1994 | 2004    | 2014    | 2024     |
| ------------------- | ---- | ------- | ------- | -------- |
| Anzahl der Personen | 1720 | 1736    | 1818    | 1576     |
| Unterschied         |      | +0,93 % | +4,72 % | −13,31 % |

| Jahr                | 2023 | 2024    |
| ------------------- | ---- | ------- |
| Anzahl der Personen | 1597 | 1576    |
| Unterschied         |      | −1,31 % |

## Söhne und Töchter der Stadt
- Tadeáš Salva (1937–1995), Komponist